# NGC 809
NGC 809 (другие обозначения — MCG −2-6-23, PGC 7889) — линзообразная галактика (S0) в созвездии Кит. Галактика была впервые открыта американским астрономом Льюисом Свифтом в 1886-м году.
Этот объект входит в число перечисленных в оригинальной редакции «Нового общего каталога».
В NGC 809 есть кольцо, видимое в ультрафиолетовом диапазоне, но линия водорода-альфа в спектре галактики, возбуждаемая массивными звёздами, отсутствует. Звёздообразование в NGC 809 уже прекратилось.
Галактика достаточно сильно удалена от центра Сверхскопления Персея-Рыб, однако лучевая скорость и красное смещение говорят о том, что  галактика вероятно относится к  нему.
В галактике взорвалась сверхновая SN 2006ef